# Kakkmaddafakka
I Kakkmaddafakka sono un gruppo pop rock di Bergen, Norvegia.

## Storia del gruppo
Il gruppo è stato fondato nel 2004 da Axel Vindenes, Stian Sævig e dall'ex membro della band Jonas Nielsen. La loro musica spazia tra molti generi e ha influenze: rap, rock, dixie jazz, funk, techno e indie. Per questo motivo per semplicità vengono descritti come pop o pop-rock. I lavori Hest e Six months is a long time sono stati prodotti con l'aiuto del concittadino musicista Erlend Øye, che spesso si è interessato alla scena musicale di Bergen come anche nel caso della band Razika. Dai primi concerti a Bergen nel 2004 la band ha suonato in molti festival in tutto il mondo come: Eggstockfestivalen, Nattjazz, Bergenfest, Montreux Jazz Festival (CH), Hovefestivalen, By:Larm, Skral, Lost Weekend, Melt Festival (DE) e il Roskilde Festival (DK), Hurricane festival (DR), Rock am Ring (DR), Rock im Park (DR), Southside (DR), Area4 (DR), Sziget Festival (HU), Arenal Sound (ES), Low Cost festival (ES), Vive Latino (MEX).
Nel 2017, dopo dodici anni come membro della band, il chitarrista Pål Vindenes intraprende parallelamente un progetto da solista sotto lo pseudonimo di Pish pubblicando i due singoli Compromised e Crime.

## Membri

### Attuali
- Axel Vindenes: chitarra e voce

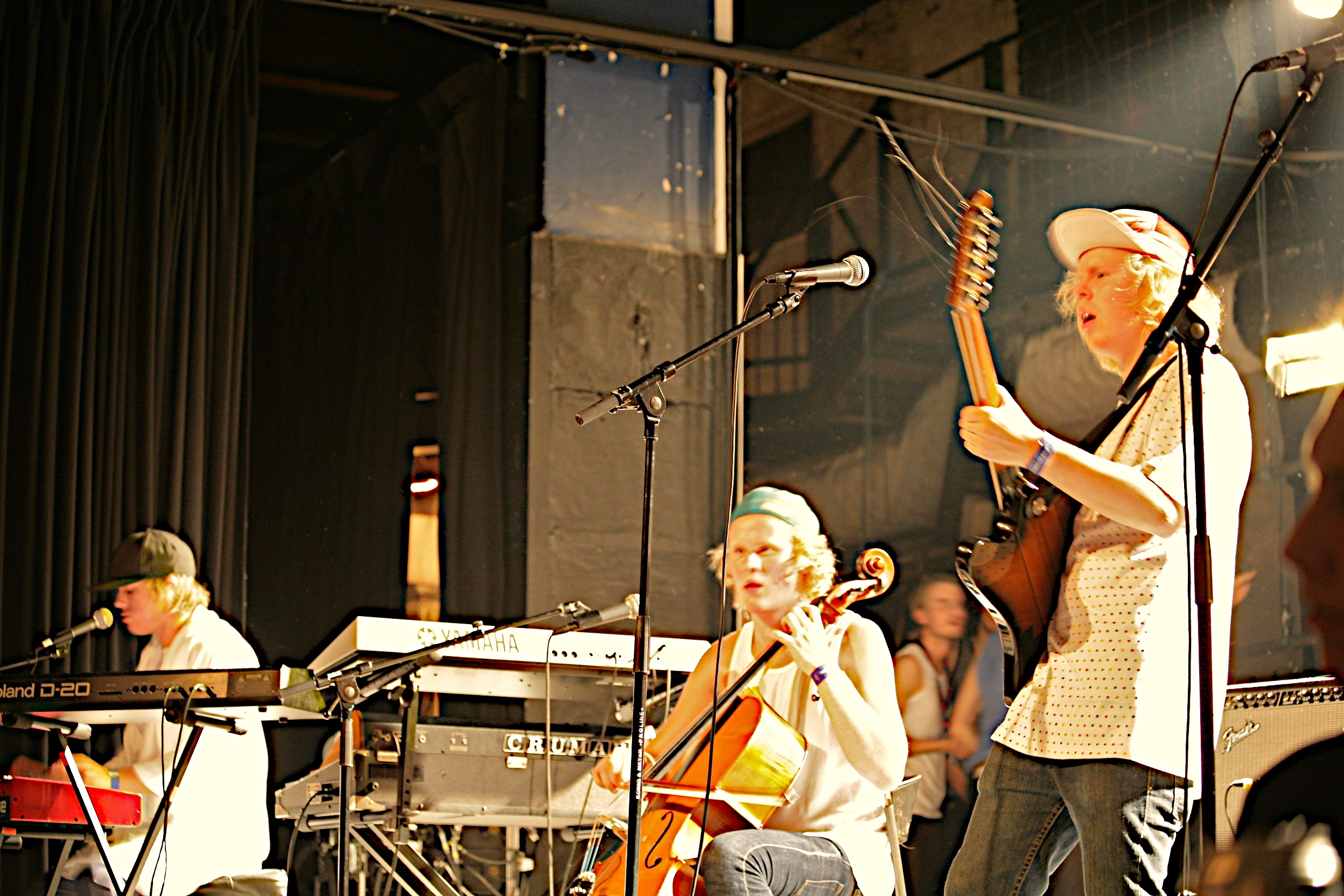
In concerto con chitarra violoncello e tastiera

- Pål Vindenes: violoncello, chitarra e voce
- Stian Sævig: basso e voce
- Kristoffer Wie Van Der Pas: batteria
- Lars Helmik Raaheim-Olsen: percussioni
- Sebastian Emin Kittelsen: pianoforte
- Kakkmaddachoir (coristi): Martin Sande, Sverre Sande

### Ex-membri
- Jonas Nielsen: Pianoforte
- The Blowjobber (fiati): Helen Eriksen, Odin Budal Søgnen, Oscar Sundquist
- Batteristi: Jone Nordland, Adrian Søgnen, Einar Olsson

Kakkmaddafakka, membri
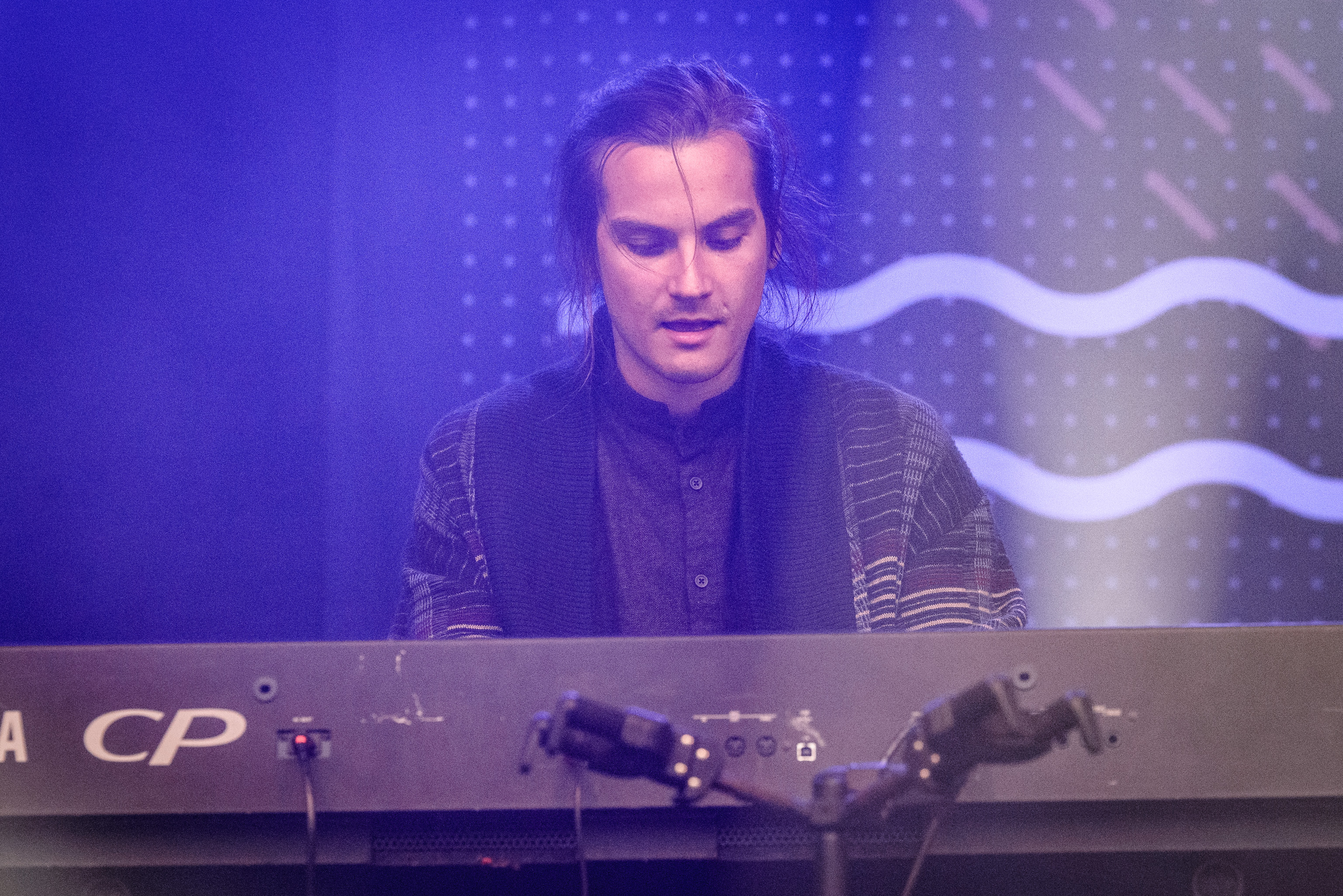
Sebastian Emin Kittelsen
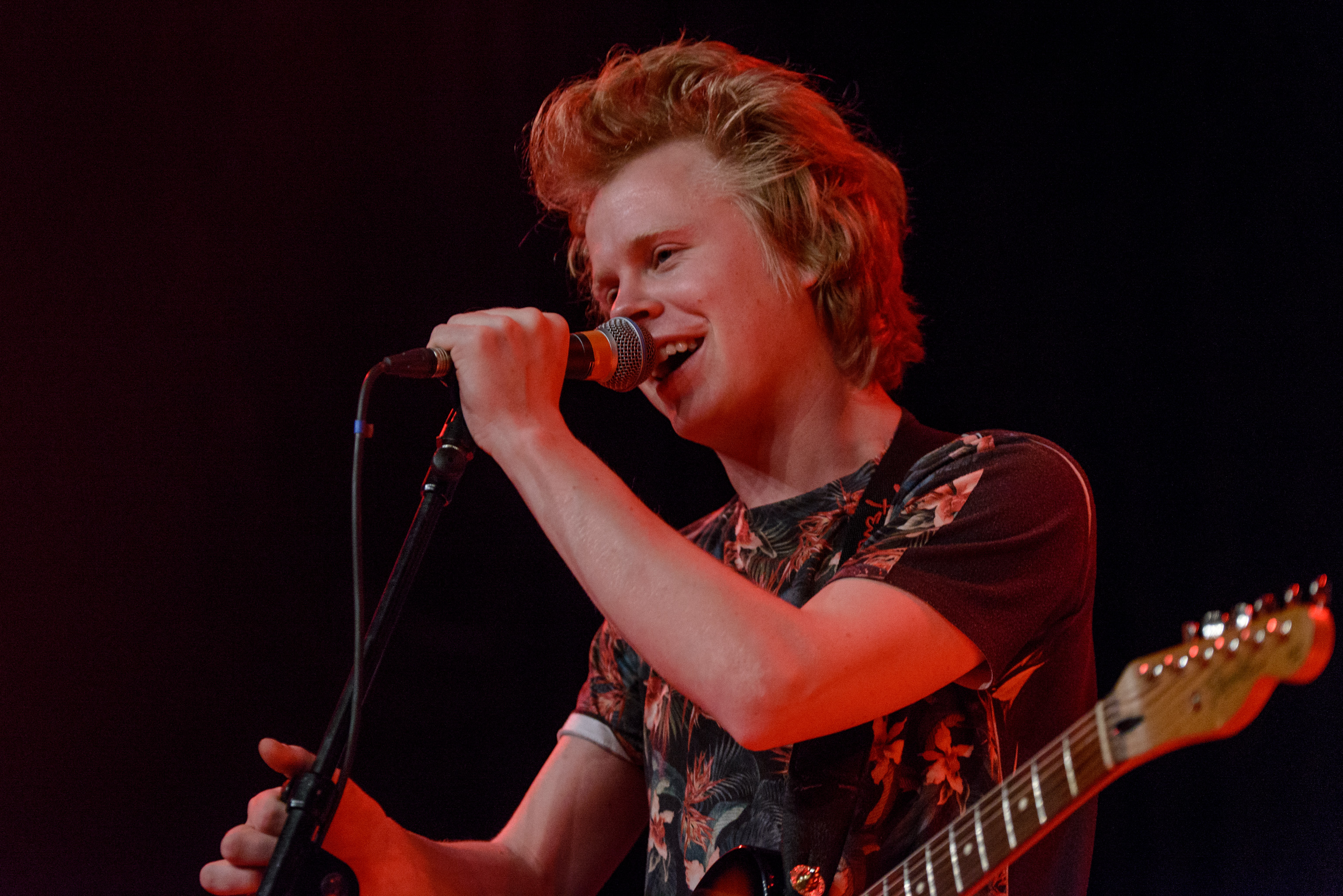
Axel Vindenes
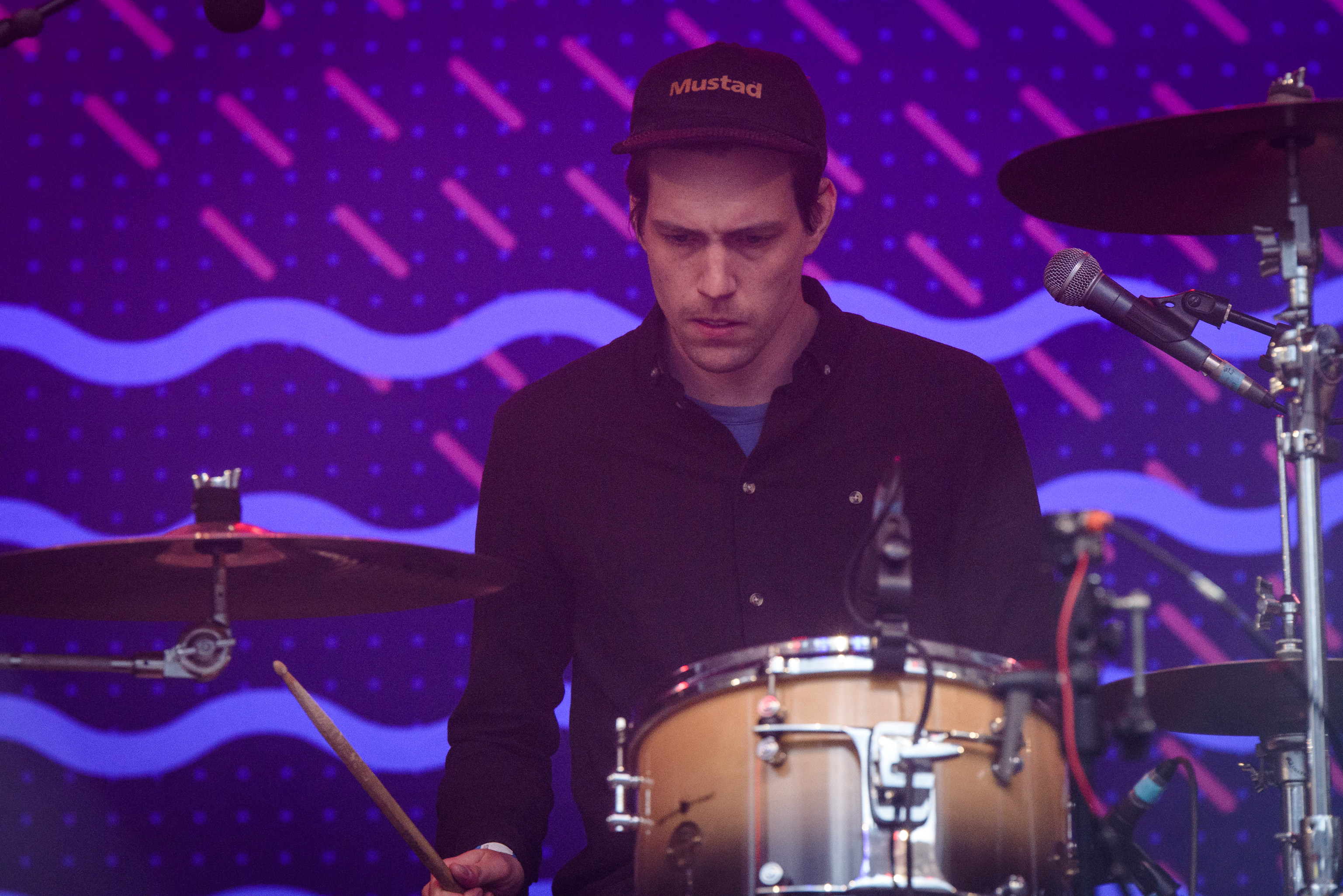
Kristoffer van der Pas
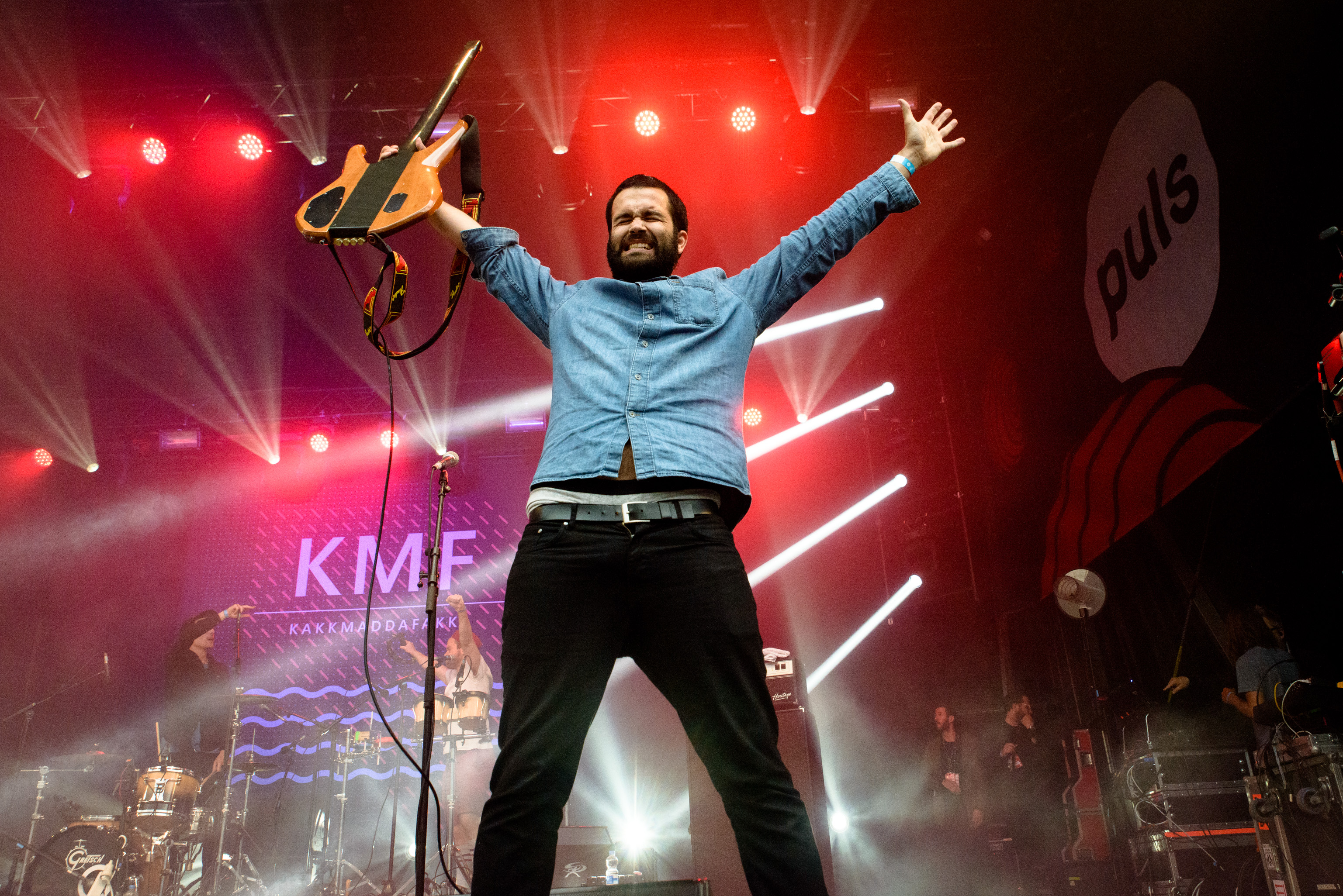
Stian Sævig
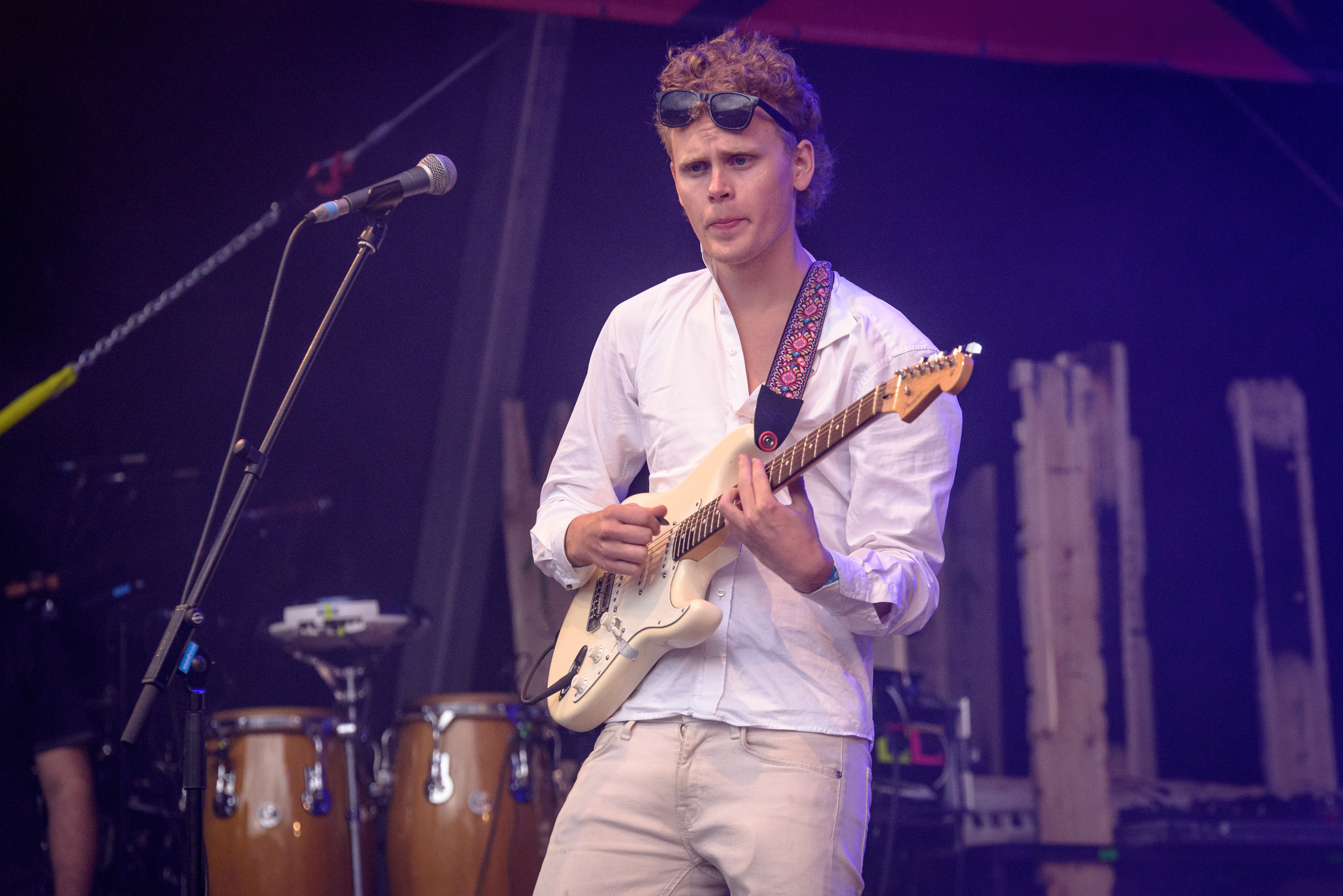
Pål Vindenes Pish

## Pubblicazioni
- 2006 Already Your Favourite EP
- 2007 Down to Earth (Bergen Mafia Records)
- 2011 Restless (Bubbles Records)
- 2011 Hest (Bubbles Records)
- 2013 Six Months Is A Long Time (Bubbles Records)
- 2016 KMF
- 2017 Hus
- 2019 Diplomacy
- 2022 Revelation